# AROS
O AROS (AROS Research Operating System) é uma implementação open source das APIs AmigaOS 3.1. Concebida para ser portável e flexível, estão atualmente disponíveis ports para PCs baseados no x86, em ambiente nativo ou emulado, e há outras arquiteturas em desenvolvimento.

## Nome e identificação

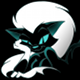
AROS Kitty

As siglas do AROS significavam "Amiga Research Operating System", mas para evitar problemas de direitos de propriedade com o nome Amiga, foim alterado para acrónimo recursivo AROS Research Operating System.
A mascote do AROS é a Kitty, criada pelo Eric Schwartz e oficialmente adoptada pela Equipa AROS a 2 de Dezembro de 2002. A sua figura é utilizada nas ferramentas About e de instalação, e foi adoptada por diversos sites da comunidade AROS. Outros símbolos e logotipos identificáveis como o AROS são baseados na forma felina, como o logotipo do IcAROS Desktop que é um olho de gato estilizado.

## Situação atual

Desenvolvimento da "Família" Amiga

O projecto, iniciado em 1997, está "quase" concluído (cerca de 95%) depois de largos anos de trabalho levados a cabo por uma equipa relativamente pequena de programadores.
Pode ser instalado numa grande maioria de IBM PC & compativeis (Arquitectura X86 e X64), e possui drivers para placas gráficas como as GeForce feitas Nvidia, ATI e mais recentes Intel GMA. Possui suporte USB quase completo, graças ao suporte providenciado pelo Poseidon USB stack. O AROS ainda foi portado para a arquitectura PowerPC suportando as placas Sam440ep e Efika.
Embora ainda falte ao Sistema Operativo algumas aplicações, bastantes tem sido portadas incluindo E-UAE, uma emulação que permite correr aplicações nativas AmigaOS 68k, inclusive num modo de integração JANUS E-UAE. Também foi portado para o AROS aplicações específicas para rede e internet, como O Orygin Web Browser (OWB), SimpleMail, Yam, AIRCos, Wookiechat, com o seu próprio Suporte de rede TCP/IP, chamado AROS-TCP (baseado em partes do AMI-TCP e NET-BSD.
O AROS foi projectado para ser compatível ao nível de codigo fonte com o AmigaOS. Enquanto ao nível do M86K ser compatível a nível binário.
O objectivo do AROS é manter-se como um sistema opertativo alternativo, baseado/inspirado na arquitectura AmigaOS, sem estar debaixo de alguma de forma de controlo ou pressão comercial ou política.
O lema do AROS é "No schedule and rocking", o que traduz que não existe nenhuma forma de planeamento cuidada e uma data anunciada para a versão 1.0, mas que os programadores vão fazendo o seu próprio planeamento.

## Ligações exteriores
- AROS: Amiga® Research Operating System
- Documentação